# Forkendorf

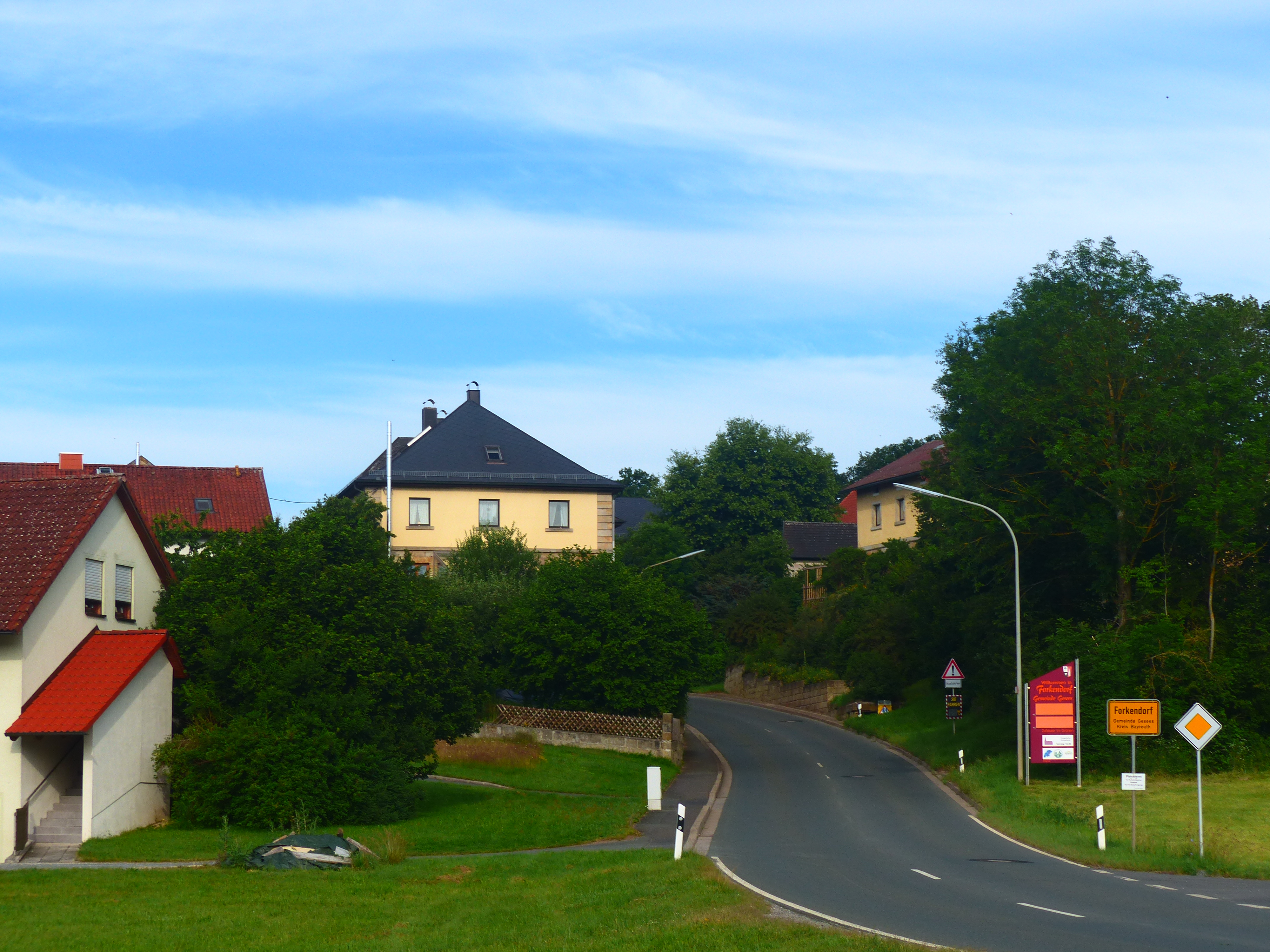
Nordöstlicher Ortseingang mit der Kreisstraße BT 5 im Vordergrund

Forkendorf ist ein Gemeindeteil der Gemeinde Gesees im Landkreis Bayreuth (Oberfranken, Bayern). Die Gemarkung Forkendorf hat eine Fläche von 3,831 km². Sie ist in 622 Flurstücke aufgeteilt, die eine durchschnittliche Flurstücksfläche von 6159,63 m² haben. In ihr liegen neben dem namensgebenden Ort die Gemeindeteile Forstmühle und Gesees (zum Teil).

## Geografie
Das Dorf liegt am linken Ufer des Forkendorfer Baches, eines rechten Zuflusses der Mistel. Die Kreisstraße BT 5/BTs 5 führt nach Gesees (1,1 km südwestlich) bzw. nach Saas (1,6 km nordöstlich). Eine Gemeindeverbindungsstraße führt nach Mistelbach zur Staatsstraße 2163 (2,1 km westlich).

## Geschichte
Gegen Ende des 18. Jahrhunderts gab es in Forkendorf 15 Anwesen. Die Hochgerichtsbarkeit stand dem bayreuthischen Stadtvogteiamt Bayreuth zu. Die Dorf- und Gemeindeherrschaft hatte das Hofkastenamt Bayreuth. Grundherren waren das Hofkastenamt Bayreuth (11 Halbhöfe, 1 Drittelhof, 1 Sölde mit Schmiede), die Hofkanzlei Bayreuth (1 Sölde) und das Amt St. Johannis (1 Tropfgütlein mit Zapfenschenke).
Von 1797 bis 1810 unterstand der Ort dem Justiz- und Kammeramt Bayreuth. Nachdem im Jahr 1810 das Königreich Bayern das Fürstentum Bayreuth käuflich erworben hatte, wurde Forkendorf bayerisch. Infolge des Gemeindeedikts wurde Forkendorf dem 1812 gebildeten Steuerdistrikt Gesees zugewiesen. Zugleich entstand die Ruralgemeinde Forkendorf, zu der Forstmühle gehörte. Sie war in Verwaltung und Gerichtsbarkeit dem Landgericht Bayreuth zugeordnet und in der Finanzverwaltung dem Rentamt Bayreuth (1919 in Finanzamt Bayreuth umbenannt). In der ersten Hälfte des 19. Jahrhunderts wurden Steinpötzig und Röth auf dem Gemeindegebiet gegründet. Ab 1862 gehörte Forkendorf zum Bezirksamt Bayreuth (1939 in Landkreis Bayreuth umbenannt). Die Gerichtsbarkeit blieb beim Landgericht Bayreuth (1879 in Amtsgericht Bayreuth umgewandelt). Die Gemeinde hatte eine Gebietsfläche von 3,822 km².
1860 wurden bei einem Feuer zahlreiche Gebäude ein Raub der Flammen. Damals waren die meisten Häuser aus Holz und mit Stroh oder Schindeln bedeckt. 1873 schrieb die Kreisregierung den Wiederaufbau als Steinbauten mit Ziegeldächern bindend vor.
Im Zuge der Gebietsreform in Bayern wurde die Gemeinde Forkendorf am 1. Januar 1970 nach Gesees eingemeindet.
Am späten Nachmittag des 14. Januar 1992 brannte das Matratzenlager der Firma Möbel-Hertel aus, wobei ein Schaden von ca. einer Million DM entstand. Zehn Feuerwehren mit 150 Feuerwehrleuten konnten nur mit Mühe ein Übergreifen der Flammen auf benachbarte Gebäude verhindern und brachten das Feuer erst gegen Mitternacht unter Kontrolle.

### Einwohnerentwicklung
Gemeinde Forkendorf
| Jahr      | 1822  | 1840   | 1852   | 1855   | 1861   | 1867   | 1871   | 1875   | 1880   | 1885   | 1890   | 1895   | 1900   | 1905   | 1910   | 1919   | 1925   | 1933   | 1939   | 1946   | 1950   | 1952   | 1961  | 1970   |
| Einwohner | 99    | 149    | 152    | 149    | 140    | 144    | 163    | 159    | 197    | 170    | 153    | 145    | 136    | 152    | 153    | 141    | 123    | 132    | 126    | 232    | 247    | 205    | 149   | 166    |
| Häuser    | 17    |        |        |        |        |        | 21     |        |        | 22     | 22     |        | 22     |        |        |        | 22     |        |        |        | 24     |        | 27    |        |
| Quelle    | [ 7 ] | [ 14 ] | [ 14 ] | [ 14 ] | [ 15 ] | [ 16 ] | [ 17 ] | [ 18 ] | [ 19 ] | [ 20 ] | [ 21 ] | [ 14 ] | [ 22 ] | [ 14 ] | [ 23 ] | [ 14 ] | [ 24 ] | [ 14 ] | [ 14 ] | [ 14 ] | [ 25 ] | [ 14 ] | [ 8 ] | [ 26 ] |

Ort Forkendorf
| Jahr      | 001819 | 001822 | 001861 | 001871 | 001885 | 001900 | 001925 | 001950 | 001961 | 001970 | 001987 | 002022 |
| Einwohner | 123 *  | 93     | 126    | 145    | 155    | 122    | 109    | 183    | 120    | 155    | 168    | 190 *  |
| Häuser    |        | 16     |        |        | 20     | 19     | 19     | 19     | 21     |        | 39     |        |
| Quelle    | [ 27 ] | [ 7 ]  | [ 15 ] | [ 17 ] | [ 20 ] | [ 22 ] | [ 24 ] | [ 25 ] | [ 8 ]  | [ 26 ] | [ 28 ] | [ 2 ]  |

## Religion
Forkendorf ist seit der Reformation evangelisch-lutherisch geprägt und nach St. Marien (Gesees) gepfarrt.

## Verkehr
Der ÖPNV bedient das Dorf an einer Haltestelle der Buslinien 372 und 397 des VGN. Der nächstgelegene Bahnhof ist der Bayreuther Hauptbahnhof.